# Adoratorio

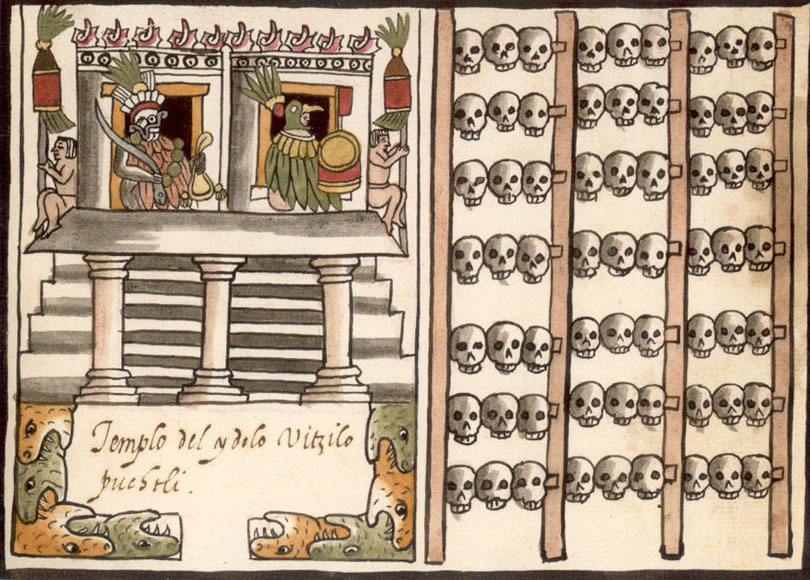
A la izquierda, los dos adoratorios con sus dioses representados, y a la derecha, el Tzompantli, altar recubierto de calaveras humanas, forma parte del manuscrito de 1587 de Juan de Tovar, llamado "Códice Ramírez, Relación del origen de los indios que habitan en la Nueva España según sus historias".

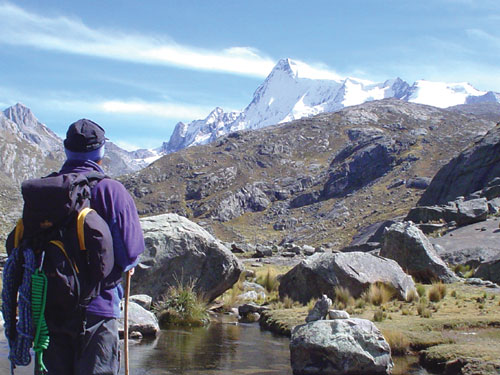
Cara sur del Nevado Pariacaca en Perú, donde está situado el adoratorio del Dios Pariacaca.

Un adoratorio es una construcción consagrada al culto, o devoción, que mayoritariamente estaba situada dentro de los complejos ceremoniales de las antiguas culturas del continente americano.

## Usos del adoratorio
Se solían realizar ofrendas rituales y sacrificios en honor a los dioses, en algunos llegaron a enterrar momias.

## Ejemplos de adoratorios
- Civilización inca: Hallado en la huaca Inkil Tambo, Perú.
- Civilización inca: Hallado en el Nevado Pariacaca, Perú.
- Civilización azteca: dedicado a Ehécatl-Quetzalcóatl, al frente del Templo Mayor de Tenochtitlan.
- Confederación Muisca: Hallado en la laguna sagrada del Guatavita, Colombia.
- Cultura tolteca: Adoratorio infantil hallado en Tula de Allende, México.

Durante siglos el adoratorio fue uno de los elementos más importantes de los templos y centros ceremoniales de las diversas civilizaciones y pueblos precolombinos.